# Franciszek Ch’oe Kyŏng-hwan
Franciszek Ch’oe Kyŏng-hwan, ko. 최경환 프란치스코 (ur. 1805 w Taraekkol, Korea. zm. 12 września 1839 w Seulu) – koreański katechista, męczennik, święty Kościoła katolickiego.

## Życiorys
Franciszek Ch’oe Kyŏng-hwan pochodził z zamożnej rodziny z Hongjugun w prowincji Ch’ungch’ŏng. Pierwszym ochrzczonym (w 1787 r.) członkiem rodziny był jego dziadek Ch’oe Han-il. Franciszek Ch’oe Kyŏng-hwan opuścił dom i zamieszkał we wsi na górze Suri niedaleko Kwach’ŏn w prowincji Kyŏnggi. Mógł tam żyć życiem wiary. Uprawiał tytoń i pomagał nowo przybyłym katolikom budować domy. Wieczorami studiowali oni doktrynę katolicką, modlili się i medytowali. Początkowo zamieszkały tam tylko 3 lub 4 rodziny, ale powoli ich liczba przekroczyła 20. W 1839 r. został katechistą.
W 1839 r. w Korei rozpoczęły się prześladowania chrześcijan. Franciszek Ch’oe Kyŏng-hwan zbierał pieniądze i podróżował, żeby pomóc uwięzionym katolikom, pomagał również grzebać ciała męczenników. Po powrocie do domu przygotował swoją rodzinę do męczeństwa. Zebrał wszystkie swoje rzeczy związane z chrześcijaństwem i zakopał w ziemi z wyjątkiem katechizmu. Powiedział, że ukrył te przedmioty, żeby nie zostały sprofanowane, natomiast książki nie były poświęcone. Został aresztowany 31 lipca 1839 r. razem z ok. 40 mieszkańcami wioski (w tym z dziećmi). Zostali oni zabrani do Seulu. Franciszek Ch’oe Kyŏng-hwan był torturowany, żeby wyrzekł się wiary. On jednak się nie załamał. Następnie torturowano pozostałe osoby, ale w większości nie wytrzymali oni tortur i wyrzekli się wiary z wyjątkiem jego żony i jednej z krewnych. Franciszek Ch’oe Kyŏng-hwan zmarł 12 września 1839 r. w więzieniu w wyniku tortur. Jego żona została ścięta 29 grudnia.

## Dzień obchodów
20 września (w grupie 103 męczenników koreańskich).

## Proces beatyfikacyjny i kanonizacyjny
Beatyfikowany 5 lipca 1925 r. przez Piusa XI, kanonizowany 6 maja 1984 r. przez Jana Pawła II w grupie 103 męczenników koreańskich.